# Юрто-Уйск
Юрто-Уйск (сибирскотат. 
Уйа) — деревня в Седельниковском районе Омской области. Входит в состав Седельниковского сельского поселения.

## История
Основана в 1626 г..
В 1928 г. в составе Седельниковского сельсовета Седельниковского района Тарского округа Сибирского края.

## Население
| 1926 | 2010 |
| ---- | ---- |
| 329  | ↘289 |

### Гендерный состав
По данным Всероссийской переписи населения 2010 года в гендерной структуре населения из 204 человек мужчин — 96, женщин — 108 (47,1 и 52,9 % соответственно).

### Национальный состав
В 1928 г. основное население — татары-бухарцы.
Согласно результатам переписи 2002 года, в национальной структуре населения татары составляли 100 % от общей численности населения в 206 чел..

## Инфраструктура
Личное подсобное хозяйство. В 1928 г. состояла из 62 хозяйств.
Основа экономики — сельское хозяйство.

## Транспорт
Деревня доступна автотранспортом.